# Liophis triscalis
Liophis triscalis este o specie de șerpi din genul Liophis, familia Colubridae, descrisă de Linnaeus 1758. Conform Catalogue of Life specia Liophis triscalis nu are subspecii cunoscute.